# Полевой слизень
Полевой слизень, или пашенный слизень (лат. Deroceras agreste), — вид брюхоногих моллюсков из семейства Agriolimacidae. Распространён в Азии, Северной и Центральной Европе. 
Тело гладкое, длиной 3—4 см. Раковина редуцирована. Окраска мантии одноцветная, от светло-серого и желтоватого до тёмно-коричневого цвета. Обитает во влажных биотопах. В течение года откладывает до 500 яиц. Молодь вылупляется через две недели после откладки яиц. Вредитель культурных растений.

## Меры борьбы
Отсутствие раковины у полевого слизня, а также вытекающие из этого особенности в его образе жизни, указывают и на способы борьбы с ним. Так как у моллюска нет защищающей раковины, его голое тело остаётся доступным смертельным для него едким веществам, к которым относятся оксид кальция, размельчённый и смешанный с песком железный купорос, печная зола. Поскольку слизни выходят на кормёжку к ночи, либо в сырую погоду, особенно после туманов, именно в это время их можно уничтожить, рассыпав по земле какое-либо из едких веществ. 
Днём слизни прячутся под предметами, лежащими на поверхности земли. Если разложить по краям посева пучки ботвы или полосы из старой негодной к применению рогожи, к утру слизни заберутся под данные предметы, где их будет нетрудно собрать и уничтожить, например, скормив курам или свиньям. 
К осени слизни откладывают яйца, которые укрывают под комьями земли и под корнями растений. Лущение стерни, представляющее собой лёгкую вспашку, полезную для улучшения качества почвы, или раздавит яйца, или вынесет их на поверхность, где те окажутся в неблагоприятных для развития условиях.